# Galium fistulosum
Galium fistulosum är en måreväxtart som beskrevs av Carlo Pietro Stefano Stephen Sommier och Emile Emilio Levier. Galium fistulosum ingår i släktet måror, och familjen måreväxter. Inga underarter finns listade i Catalogue of Life.